# Alcipe
Alcipe, na mitologia grega, foi uma filha de Ares. Ela sofreu uma tentativa de violação (ou foi seduzida), e Ares se vingou. O julgamento de Ares foi feito no local chamado de Areópago.
Alcipe era filha de Ares e Aglauro, filha do rei Cécrope I e de outra personagem de nome Aglauro. Halirrócio, filho de Posidão  e da ninfa Eurite  deflorou  (ou tentou violentar) Alcipe, próximo de uma fonte. Ares matou Halirrócio, por vingança  ou para defender a filha, e foi levado a julgamento por Posidão, no Areópago, diante dos doze deuses, o primeiro a ser julgado por crimes de sangue. Ele foi absolvido.